# Besart Ibraimi
Besart Ibraimi (in macedone Бесарт Ибраими?; Kičevo, 17 dicembre 1986) è un calciatore macedone di etnia albanese, attaccante dello Škendija.

## Carriera

### Club
Ibraimi inizia la sua carriera nelle giovanili del Vlazrimi, passando poi in prima squadra.
In seguito viene ceduto prima al Napredok e poi al Renova; in quest'ultima esperienza colleziona 42 presenze e 25 gol.
Nel 2010 sbarca nella Bundesliga, nello Schalke 04.

### Nazionale
Ha giocato nella nazionale macedone Under-21.
Ha debuttato in nazionale maggiore nel 2009.

## Statistiche

### Presenze e reti nei club
Statistiche aggiornate al 19 agosto 2023.
| Stagione        | Squadra         | Campionato      | Campionato | Campionato | Coppe nazionali | Coppe nazionali | Coppe nazionali | Coppe continentali | Coppe continentali | Coppe continentali | Altre coppe | Altre coppe | Altre coppe | Totale | Totale |
| Stagione        | Squadra         | Comp            | Pres       | Reti       | Comp            | Pres            | Reti            | Comp               | Pres               | Reti               | Comp        | Pres        | Reti        | Pres   | Reti   |
| --------------- | --------------- | --------------- | ---------- | ---------- | --------------- | --------------- | --------------- | ------------------ | ------------------ | ------------------ | ----------- | ----------- | ----------- | ------ | ------ |
| 2023-2024       | Struga          | PL              | 1          | 0          | CM              | 0               | 0               | UCL+UECL           | 2+4                | 1+6                | -           | -           | -           | 7      | 7      |
| Totale carriera | Totale carriera | Totale carriera | 1          | 0          |                 | 0               | 0               |                    | 6                  | 7                  |             | 0           | 0           | 7      | 7      |

## Palmarès

### Club

#### Competizioni nazionali
- Campionato macedone: 7

Renova: 2009-2010
Škendija: 2017-2018,  2018-2019, 2020-2021, 2024-2025
Struga: 2022-2023, 2023-2024
- Coppa di Macedonia: 2

Škendija: 2015-2016, 2017-2018

### Individuale
- Capocannoniere del campionato macedone: 2

2022-2023 (19 reti), 2024-2025 (15 reti)